# بی.دی. جاتی
بی. دی. جاتی (انگلیسی: B. D. Jatti; زاده ۱۰ سپتامبر ۱۹۱۲ – درگذشته ۷ ژوئن ۲۰۰۲) سیاست‌مدار اهل هند بود.
او پنجمین رئیس‌جمهور هند از ۱۱ فوریه ۱۹۷۷ تا ۲۵ ژوئیه ۱۹۷۷ بود.